# Arc de Scipion l'Africain
L'arc de Scipion l'Africain ou arc des Scipions (en latin : fornix Scipionis ou fornix Africani) est un des plus anciens arcs de triomphe de Rome, érigé probablement en 190 av. J.-C. par Publius Cornelius Scipio avant son départ pour la guerre antiochique. Contrairement à l'usage qui s'imposera plus tard, il ne célèbre pas un triomphe puisqu'il est érigé avant la victoire. Après coup, il sera désigné d'après le cognomen d'Africanus donné à Scipion après sa victoire sur Hannibal lors de la bataille de Zama.

## Localisation
L'arc se situe le long du Clivus Capitolinus, une voie menant de la vallée du Forum à l'Area Capitolina, terrasse qui occupe une grande partie du sommet de la colline du Capitole. L'arc ne semble pas être considéré comme une entrée de l'aire sacrée. Il est difficile de préciser si l'arc enjambe ou se dresse au bord (adversus viam) de la voie.

## Histoire
La construction d'arches monumentales est une pratique relativement nouvelle à Rome au  IIe siècle av. J.-C. et ne deviendra habituelle qu'à l'époque d'Auguste. En 196 av. J.-C., Lucius Stertinius (en), proconsul en Hispanie ultérieure, avait fait construire trois arches à son retour à Rome bien qu'il ait refusé les honneurs du triomphe. Selon Tite-Live, l'arc est construit sur ordre de Publius Cornelius Scipio, connu sous le nom de Scipion l'Africain, en 190 av. J.-C.,, avant son départ en campagne en Grèce en juillet de la même année comme légat de son frère Lucius Cornelius Scipio Asiaticus. L'arc n'a donc pas de rapport avec le triomphe que Scipion l'Africain célébré en 201.

## Description
« Publius Cornelius Scipion l’Africain, avant de se mettre en route, fit élever un arc de triomphe dans le Capitole, en face de la rue qui monte au temple, l’orna de sept statues dorées et de deux chevaux, et fit placer en avant deux bassins de marbre. »

— Tite-Live (traduction de Nisard, 1864), Histoire romaine, XXXVII, 3, 7
La qualification d'arc de triomphe paraît impropre, la pratique consistant à ériger des arcs de triomphe n'apparaissant qu'à l'époque de Pline l'Ancien qui la considère comme une « nouvelle invention » (novicio invento), près de deux siècles et demi plus tard. Il s'agirait donc plutôt du « fornix de Scipion », un type d'arc ou de porte honorifique destiné à supporter des statues décoratives et qui se transforme peu à peu en arc de triomphe,. Les deux bassins mentionnés par Tite-Live ne devaient avoir à l'origine qu'une fonction ornementale et non servir de fontaine étant donné que l'acheminement de l'eau jusqu'au Capitole n'est possible qu'après la construction et la mise en service de l'aqueduc de l'Aqua Marcia en 140 av. J.-C.
Selon l'interprétation du terme adversus qui recouvre différentes notions, l'arc peut être considéré comme libre et placé au bord de la voie, ou bien enjambant le clivus et engagé de chaque côté dans les murs (temenos) délimitant la terrasse du Capitole,.

### Ouvrages généraux
- Jean-Luc Bastien, « Les temples votifs de la Rome républicaine : monumentalisation et célébration des cérémonies du triomphe », Roma illustrata. Représentations de la ville, Presses universitaires de Caen, symposia,‎ 2008
- (it) Monica Centanni, « Novicio invento : nota a Plinio, Nat. Hist. XXXIV 27, sull’arco onorario romano », Engramma,‎ 2013 (lire en ligne)
- (it) Katia Mazzucco, « Alcune precisazioni su carattere e funzione dell'arco onorario romano : le testimonianze nelle fonti antiche », Engramma,‎ 2013 (lire en ligne)
- Martin Persson Nilsson, « Les bases votives à double colonne et l'arc de triomphe », Bulletin de correspondance hellénique, vol. 49,‎ 1925, p. 143-157
- (en) Lawrence Richardson, A New Topographical Dictionary of Ancient Rome, Baltimore, (Md.), Johns Hopkins University Press, 1992, 488 p. (ISBN 978-0-8018-4300-6, BNF 36669536)

### Ouvrages sur l'arc
- (en) Ronald T. Ridley, « The Arch of Scipio Africanus », Classical Philology, University of Chicago Press, vol. 109, no 1,‎ 2014, p. 11-25
- (en) Alexander G. Thein, « Fornix : P. Cornelius Scipio Africanus », dans David Gilman Romano (dir.), Nicholas L. Stapp (dir.) et Mark Davison (dir.), The Digital Augustan Rome, University of Arizona, Archaeological Mapping Lab, 2008 (lire en ligne), p. 161
- (it) F. Coarelli, « Fornix Scipionis », dans Eva Margareta Steinby (dir.), Lexicon Topographicum Urbis Romae, vol. II, Rome, Edizioni Quasar, 1996, p. 266-267